# Aledo Meloni
Aledo Luis Meloni (Estación María Lucila, Buenos Aires, 1 de agosto de 1912 - Resistencia, 11 de enero de 2016) fue un poeta y docente argentino radicado en la Provincia del Chaco desde 1937, catalogado frecuentemente como uno de los máximos exponentes literarios chaqueños. Su obra se basa en las coplas para describir austeramente el entorno de la zona occidental del Chaco, y hoy forman parte de las lecturas del nivel educativo obligatorio de dicha provincia.

## Biografía
Era el hijo de un matrimonio italiano oriundo de la provincia de Macerata que arribó con sus dos hijos mayores a Argentina en 1908.
Meloni se mudó al Chaco cuando el Consejo Nacional de Educación lo designó al frente de una escuela rural en el departamento Doce de Octubre (en ese entonces llamado Campo del Cielo), a 17 kilómetros de General Pinedo; un año más tarde fue puesto al frente de una escuela rural que él mismo inauguró, a 5 km de allí en Colonia San Antonio, la primera colonia de alemanes del Volga fundada en la provincia. En 1956 se trasladó a Resistencia —donde vivió desde entonces hasta su fallecimiento— para encargarse de la secretaría técnica de la Inspección de Escuelas Nacionales; se jubiló en 1963 pero siguió trabajando en la Biblioteca Popular Herrera de esa ciudad. También colaboró en el desaparecido diario El Territorio y en el diario Norte.
Recibió diversos premios por sus poesías, entre ellos Caballero de la Orden de Mérito de Italia en 1982 y el Premio Santa Clara de Asís en 1990. El 24 de mayo de 2006 recibió por parte de la Universidad Nacional del Nordeste el título de doctor honoris causa, en reconocimiento a su trayectoria en la poesía.

## Homenajes
En reconocimiento a su labor en la zona, en General Pinedo fueron bautizados un complejo recreativo y cultural con su nombre, y una escuela de Fontana.También en su honor, en la escuela secundaria técnica EET N° 24 Simón de Iriondo, se nombró a su biblioteca con el nombre de "Biblioteca Aledo Luis Meloni".